# 우에현

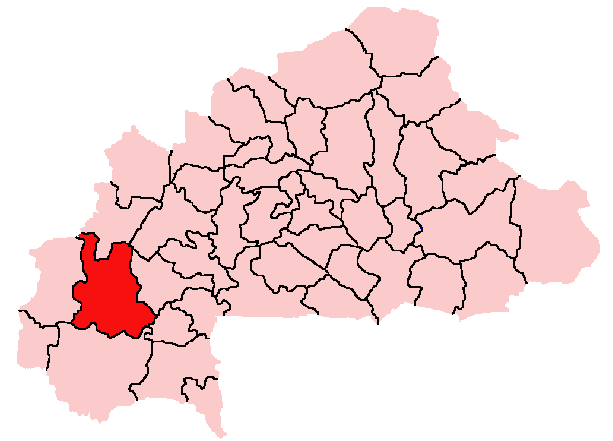
우에현의 위치

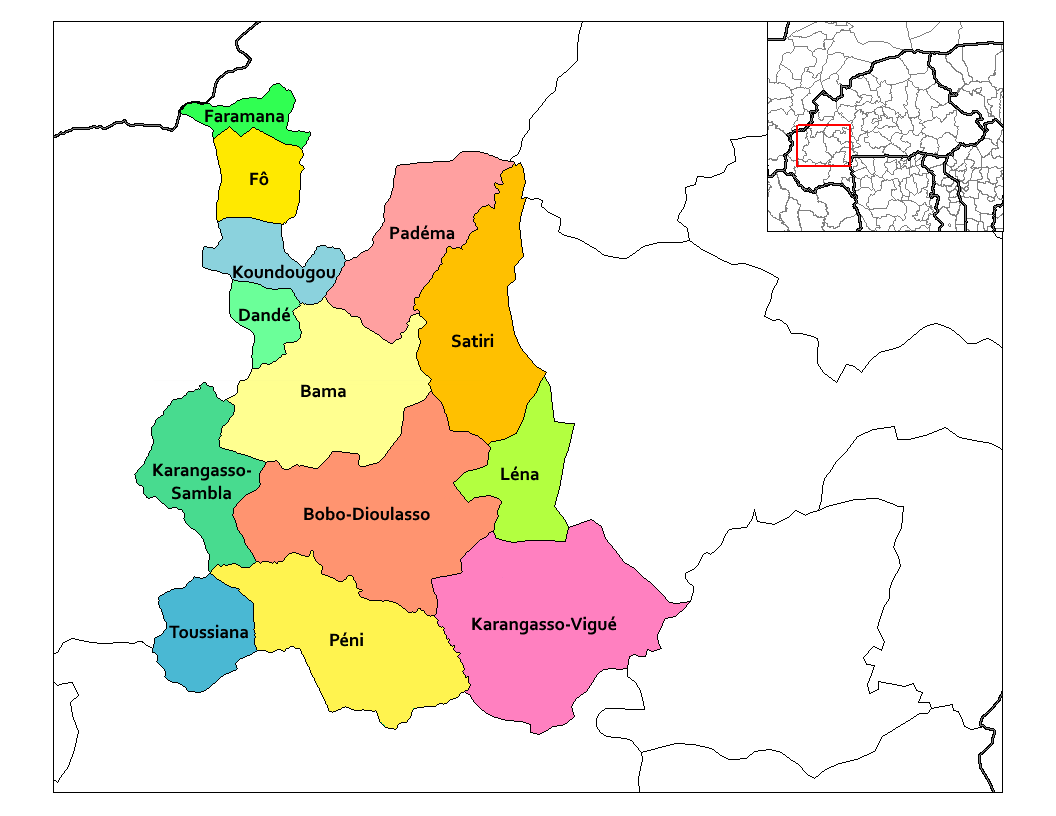
우에현의 행정 구역

우에현(프랑스어: Houet)은 부르키나파소 오트바생주에 위치한 현으로, 현도는 보보디울라소이며 면적은 11,117km2, 인구는 304,169명(2006년 기준)이다. 9개 군(바데마군, 바마군, 보보디울라소군, 포군, 카랑카소비게군, 레나군, 페니군, 사티리군, 투시아나군)을 관할한다.

## 같이 보기
- 부르키나파소의 주
- 부르키나파소의 현